# Rudolf Stilcken
Rudolf Stilcken (* 15. Februar 1925 in Hamburg; † 11. Juni 2016 ebenda)  war ein deutscher Public-Relations-Berater und Unternehmer.

## Leben
Seit 1952 war Stilcken in Werbung, Marketing und Public Relations tätig. Von 1964 bis 1967 war er Vorsitzender der Gesellschaft Werbeagenturen (GWA), ab 1964 Vizepräsident des Zentralausschusses der Werbewirtschaft (ZAW), ab 1974 Mitglied des Aufsichtsrates der Rosenthal Glas & Porzellan AG, von 1982 bis 1984 Vorstandsmitglied der Rosenthal Holding für strategische Aufgaben. 1986 gründete er sein eigenes Unternehmen, Rudolf Stilcken-Büro für Kommunikation, spezialisiert auf Unternehmenskommunikation, Regionalmarketing (später: Stilcken + Goettges – Agentur für Kommunikation). 2004 übergab Stilcken die Geschäftsführung an Ulf C. Goettges. 2011 gründete Stilcken mit seiner Frau Angelika Jahr-Stilcken und Wolfgang Behnken Behnken/Jahr/Stilcken Die Agentur.

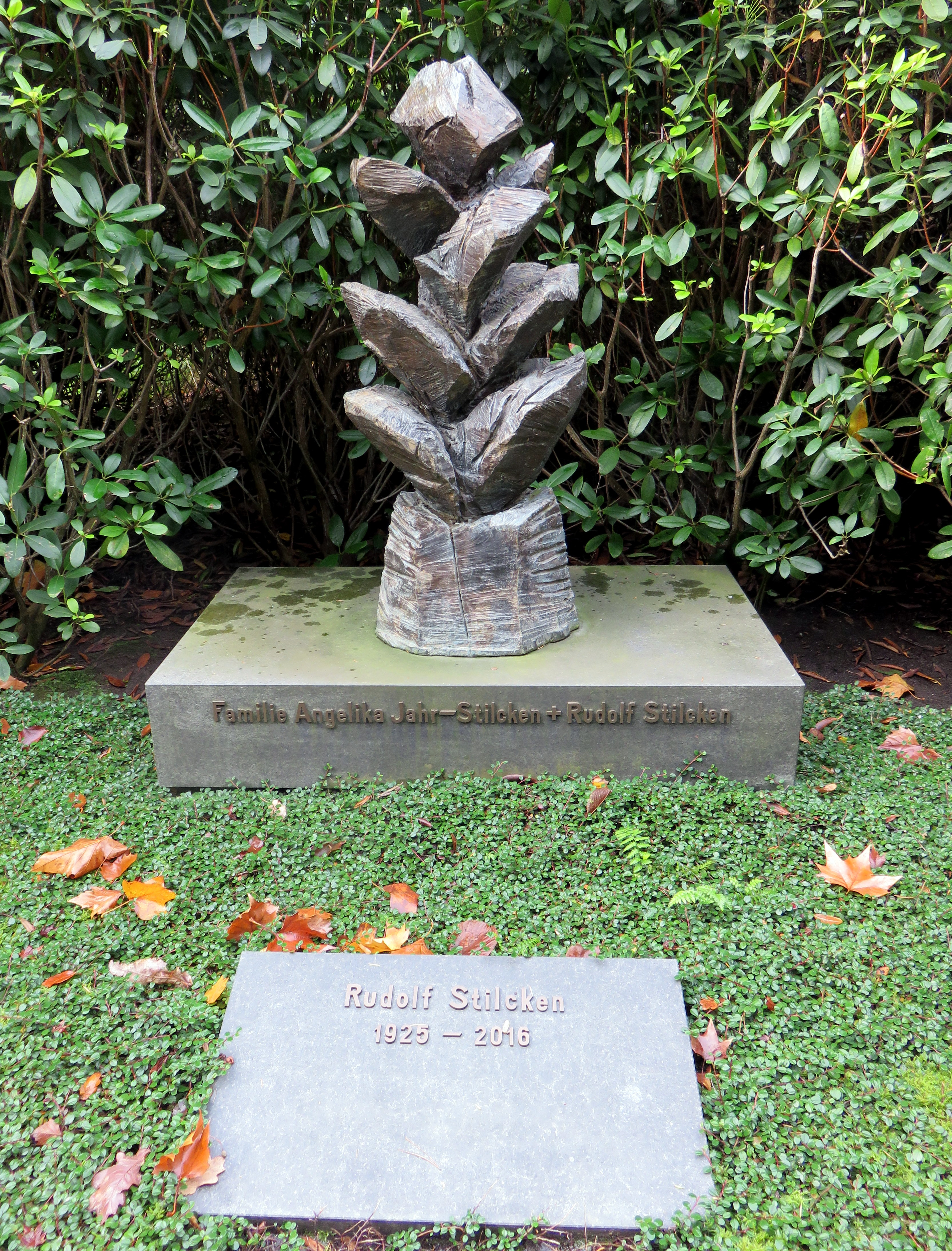
Grab Rudolf Stilcken auf dem Friedhof Ohlsdorf mit Skulptur von Karl Manfred Rennertz

Stilcken war Aufsichtsratsvorsitzender der KPM Berlin, von 1974 bis 1984 Aufsichtsrat der Hamburger Messe + Kongress GmbH und ist Mitglied des Aufsichtsrates der Hadi Teherani Design AG. Von 1987 bis 2003 war Stilcken Vorsitzender des Vorstandes des Internationales Design Zentrum Berlin (IDZ) und Mitglied des Vorstands des iF – International Forum Design Hannover.
Er war 1989 Mitgründer von Plan International Deutschland e.V., bis 1997 als Vorstandsvorsitzender, bis 2008 Vorsitzender des Kuratorium, seitdem Ehrenvorsitzender. Stilcken ist seit Gründung Berater des Arbeitskreises Kultursponsoring (AKS) im Kulturkreis der deutschen Wirtschaft. Er war bis 2011 Mitglied des Ausschusses für Kulturförderung der Handelskammer Hamburg. Seit 1995 ist er Lehrbeauftragter im KMM Hamburg, Institut für Kultur und Medienmanagement, seit 2015 Mitglied des Beirats des Institut für kulturelle Innovationsforschung an der Hochschule für Musik und Theater, Hamburg. 2013 und 2015 schrieb Stilcken den Hamburger Preis für Kultur-Kommunikation aus, 2013 zusammen mit der Hermann Rauhe Stiftung, 2015 mit dem Institut für kulturelle Innovationsforschung.
Rudolf Stilcken war in zweiter Ehe mit Angelika Jahr-Stilcken verheiratet. Das Paar hat zwei erwachsene Kinder namens Anna und Alexander. Außerdem hat Rudolf Stilcken aus seiner ersten Ehe einen Sohn namens Andreas. Er wohnte in Hamburg und wurde auch auf dem dortigen Friedhof Ohlsdorf im Familiengrab beigesetzt.

## Ehrungen
2002 wurde ihm für sein ehrenamtliches Engagement das Bundesverdienstkreuz am Bande verliehen. 2011 erhielt er die Ehrennadel der Handelskammer Hamburg. Seit 2015 ist Rudolf Stilcken Senator h. c. der Hochschule für Musik und Theater Hamburg und seit 2016 Ehrenmitglied des Kulturkreises der deutschen Wirtschaft / Arbeitskreis Kultursponsoring.